# Seznam slezských šlechtických rodů, C
Tento seznam obsahuje výčet šlechtických rodů, které byly v minulosti spjaty s územím Slezska. Podmínkou uvedení je držba majetku, která byla v minulosti jedním z hlavních atributů šlechty, případně, zejména u šlechty novodobé, jejich služby ve státní správě na území Slezska či podnikatelské aktivity. Platí rovněž, že u šlechty, která nedržela konkrétní nemovitý majetek, jsou uvedeny celé rody, tj. rodiny, které na daném území žily alespoň po dvě generace, nejsou tudíž zahrnuti a počítáni za domácí šlechtu jednotlivci, kteří ve Slezsku vykonávali pouze určité funkce (politické, vojenské apod.) po přechodnou či krátkou dobu. Nejsou rovněž zahrnuti církevní hodnostáři z řad šlechty, kteří pocházeli ze šlechtických rodů z jiných zemí.

## C
- Cedlarové z Hoffu
- Celestové z Celestinu
- Cetrysové z Kynšperka[1]
- Cibulkové z Litultovic[2]
- Cikánové ze Slupska[2]
- Cirkevští z Tybí[2]
- Colonnové z Felzu[2]
- Cygnusové z Michalkovic[2]
- Czaderští[3]